# Торт королевы Елизаветы
Торт королевы Елизаветы (англ. Queen Elizabeth cake) — торт, приготовленный из коричневого сахара, муки, фиников, яиц и масла, покрытый сахарной глазурью с добавлением кокосовой стружки. Торт назван в честь королевы Канады Елизаветы II. Это популярный торт в Канаде.
Кокосовая стружка обжаривается на сковороде или гриле. Глазурь готовится на основе карамели, финики измельчаются и придают торту темный цвет. Иногда сверху торта посыпают измельченные грецкие орехи или другие виды орехов. Торт «Королева Елизавета» содержит меньше жира по сравнению с другими тортами, и имеет влажную консистенцию. Иногда его подают с чаем. Торт часто продается на фермерских рынках и распродажах выпечки. Иногда его продают в кондитерских магазинах Канады.

## История
Согласно одной из версий, торт «Королева Елизавета» был приготовлен к коронации Елизаветы II в 1953 году. В то время в Великобритании все ещё существовало продовольственное карточное распределение, и торт с небольшим количеством ингредиентов был обычен. Согласно другой версии, торт был изобретен к коронации короля Георга VI и королевы-матери королевы Елизаветы в 1937 году.
Рецепт торта «Королева Елизавета» был опубликован в «Coronation Cook Book» в 1953 году в честь коронации Елизаветы II.
Десерт приобрел национальную популярность в 1950-х годах и остаётся очень популярным в Канаде.